# Odyssey (plataforma de lançamento)

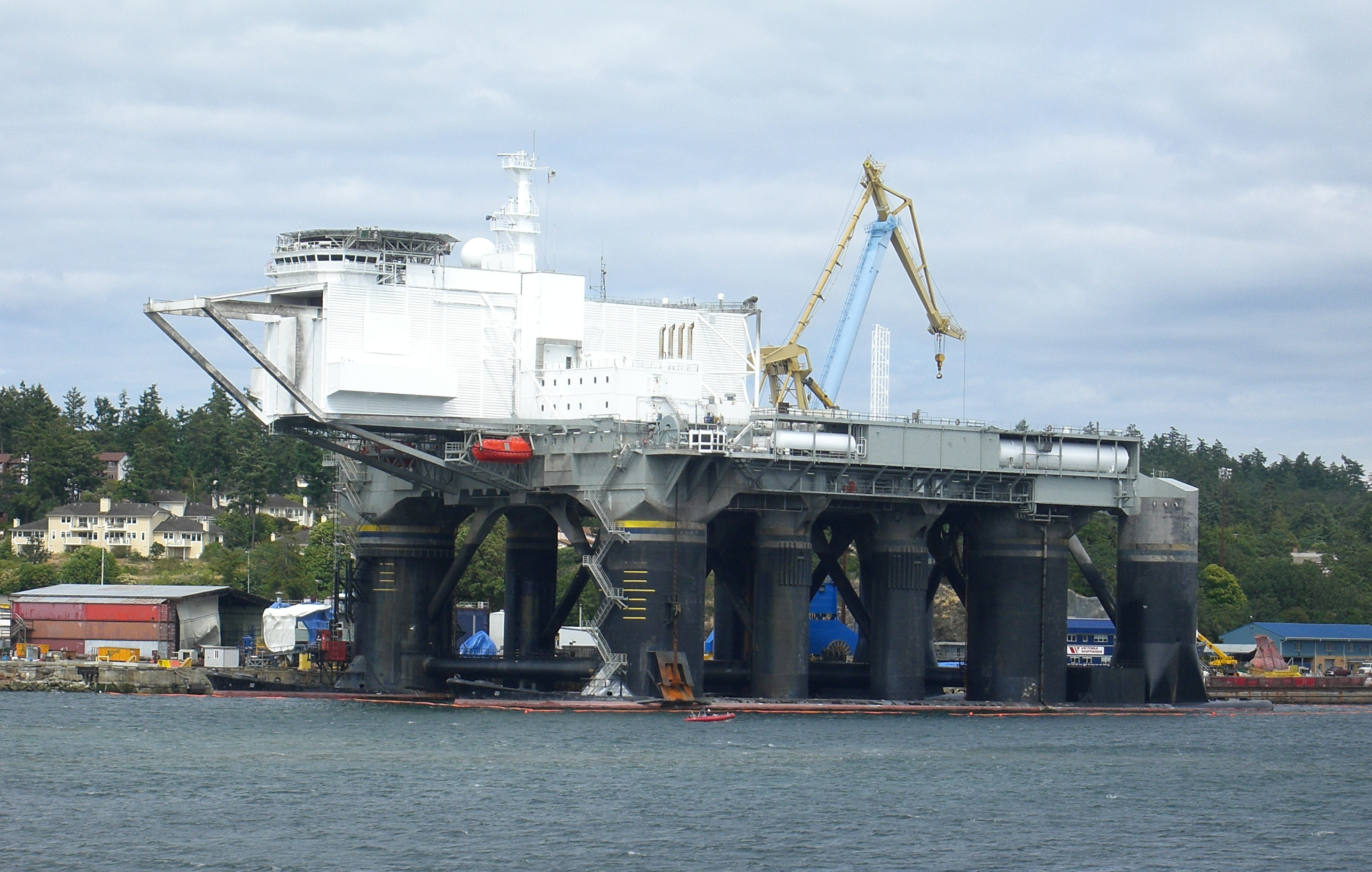
Odyssey em um dique seco em Esquimalt, Colúmbia Britânica.

A LP Odyssey é uma plataforma de lançamento espacial móvel semissubmersível autopropulsada convertida de uma plataforma de perfuração móvel em 1997.
A embarcação foi usada pela Sea Launch para realizar lançamento marítimo no Pacífico equatorial. Ela trabalhava em conjunto com o navio de controle Sea Launch Commander. Seu porto de origem é o Porto de Long Beach, nos Estados Unidos.
Em setembro de 2016, a plataforma, juntamente com outros ativos da Sea Launch, foi vendida para o S7 Group, empresa controladora da S7 Airlines.

## História
A plataforma foi construída em 1982 pela empresa ODECO para a Sumitomo Heavy Industries. Como plataforma ela fez sua primeira exploração no sul de Yakutat para a ARCO Alaska, Inc.
A plataforma Odyssey passou alguns anos inutilizada nas docas em Dundee. Nesta situação, foi requerida pela empresa Boeing para fundar o consórcio Sea Launch, para o qual foi comprado pela empresa Kværner de Stavanger, na Noruega, e reconstruída a partir 1995 a 1997, estendendo-se o comprimento da plataforma, adicionando colunas de apoio e sistemas de propulsão adicionais e ajustes para localizar a plataforma de lançamento e o hangar do veículos de serviço.

## Lançamento fracassado de 2007

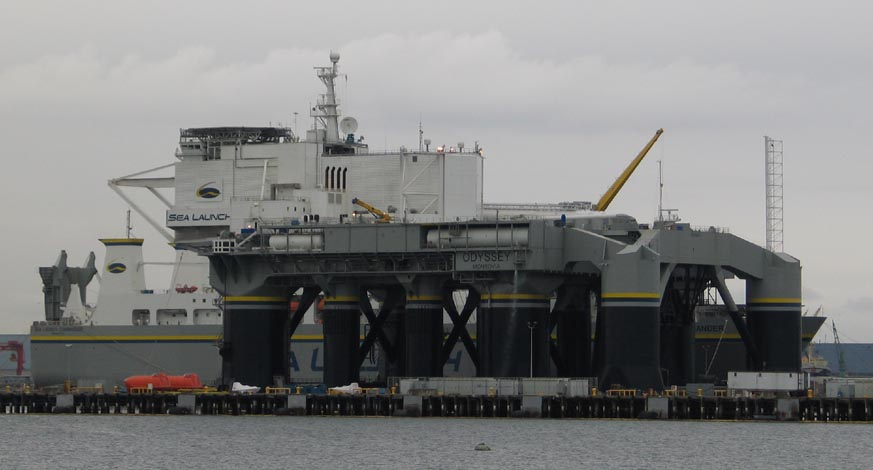
Odyssey no porto, com o Sea Launch Commander atrás

Em 30 de janeiro de 2007, um foguete Zenit que transporta o satélites NSS-8 falhou durante o lançamento e explodiu a bordo do Odyssey. Não houve feridos e os danos para a própria plataforma foi superficial. Após o incidente ele retornou ao serviço em janeiro de 2008, com o lançamento bem sucedido do satélite Thuraya 3.

## Lançamento fracassado de 2013
Em 1 de fevereiro de 2013, o foguete Zenit-3SL transportando o Intelsat 27 sofreu uma falha logo após o seu lançamento a partir da Odyssey, caindo a uma curta distância a partir da plataforma de lançamento. A primeira fase do motor pareceu ter encerrado cerca de 25 segundos após o lançamento e a telemetria do foguete se perdeu cerca de 15 segundos mais tarde. A telemetria indicou que um problema foi detectado 11 segundos após o lançamento. O sistema de orientação foi programado para desligar o motor, mas somente depois que o foguete esteja a uma distância segura da plataforma de lançamento. Acredita-se que uma falha de uma bomba hidráulica que fornece energia para o motor gimbaling RD-171, foi a causa do incidente.